# Chromieren
Chromieren (Inchromieren) ist ein Fertigungsverfahren zur Steigerung der Korrosionsbeständigkeit metallischer Bauteile. Hierbei handelt es sich um eine thermochemische Diffusionsbehandlung der Werkstückrandzone. Bei Temperaturen zwischen 1000 und 1200 °C diffundiert Chrom in unlegierte Stähle ungefähr 10 bis 20 µm, in niedrig legierte Stähle mehr als 100 µm und in Nickelwerkstoffe 25 bis 75 µm in die Randschicht ein und reichert diese bis auf 35 % Chrom an. Bei erhöhtem Kohlenstoffgehalt im Stahl bildet sich eine Chromcarbidschicht, die eine Zone erschwerter Diffusion bildet. Die daraus resultierende sehr harte Oberfläche bleibt bis 800 °C zunderbeständig. Angewandt wird es bei Bauteilen, die hohen Temperaturen sowie einer aggressiven Umgebung ausgesetzt sind, wie beispielsweise Turbinenschaufeln.